# George Michael Volkoff
George Michael Volkoff (rusko Джордж Майкл Волков), kanadski fizik ruskega rodu, * 23. februar 1914, Moskva, Ruski imperij (sedaj Rusija), † 24. april 2000, Vancouver, Britanska Kolumbija, Kanada.
Volkoff poleg Oppenheimerja in Friedmana velja za teoretičnega napovedovalca obstoja nevtronskih zvezd.

## Življenje in delo
Njegov oče je bil inženir, ki je leta 1924 emigriral v Vancouver. Ker ni mogel najti dela se je oče z družino leta 1927 preselil v Harbin v Mandžuriji. Mati je kmalu po preselitvi v Harbin umrla.
V letu 1936 se je oče vrnil v Rusijo, vendar so ga za časa Stalinovih čist izgnali v arktična taborišča, kjer je tudi umrl.
Volkoff se je vrnil v Vancouver in začel študirati na Univerzi Britanske Kolumbije, kjer je leta 1934 diplomiral iz fizike, leta 1936 pa opravil magisterij. Nato je študiral na Univerzi Kalifornije v Berkeleyju z Oppenheimerjem. Tu je objavil članek O masivnih nevtronskih jedrih (On Massive Neutron Cores). Leta 1940 je tukaj doktoriral.
Leta 1940 je postal docent na Oddelku za fiziko Univerze Britanske Kolumbije. Leta 1946 so mu za njegovo delo v programu reaktorja s težko vodo podelili častni doktorat. Med letoma 1961 in 1970 je bil predstojnik Oddelka. Med letoma 1970 in 1979 je bil dekan Fakultete za znanost. Trikrat je bil član univerzitetnega senata: med 1950 in 1954, med 1961 in 1963, ter med 1969 in 1979. V letih od 1950 do 1956 je bil urednik revije Canadian Journal of Physics.
Med letoma 1962 in 1963 je bil predsednik Kanadskega društva fizikov (CAP). V angleščino je iz ruščine prevajal tudi znanstvena fizikalna dela.

## Priznanja

### Nagrade
Leta 1946 je prejel red britanskega imperija. Za svoje delo v popularizaciji fizike in univerzitetnem delu je leta 1994 prejel red Kanade.